# جيري هويت
جيري هويت (بالإنجليزية: Jerry Hoyt) مواليد 29 يناير 1929 في شيكاغو، كان سائق فورملا 1 أمريكي سابق بدأ مسيرته الاحترافية سنة 1950. كان أول سباق له هو إنديانابوليس 500 سنة 1950. خاض خلال مسيرته 5 سباقات.